# Leonora Ruffo
Leonora Ruffo (13 de janeiro de 1935 — 25 de maio de 2007) foi uma atriz de cinema italiana.[carece de fontes?]

## Carreira
Nascida em Roma batizada como Bruna Bovi, filha de Angelo Bovi, treinador de basquete do Ginnastica Roma, multicampeã italiana, Ruffo não conseguiu os papéis principais em Cielo sulla palude de Augusto Genina e Tomorrow Is Another Day de Léonide Moguy devido à rejeição de sua família. Ela finalmente estreou em 1951 em Gli amanti di Ravello por Francesco De Robertis.
Ela era quase inteiramente ativa em filmes de espada e sandália e aventura; uma exceção é seu papel como a sensata Sandra Rubini em I Vitelloni de Federico Fellini.
Ela deixou de atuar no final dos anos 1960.
Ruffo também estrelou várias fotonovelas, geralmente sendo creditado como Bruna Falchi ou com o nome artístico de Ingrid Swenson. Ela foi casada com o produtor italiano Ermanno Curti, e teve dois filhos Stefano e Gianluca. Ela era a tia de Claudia Mori.

## Filmografia

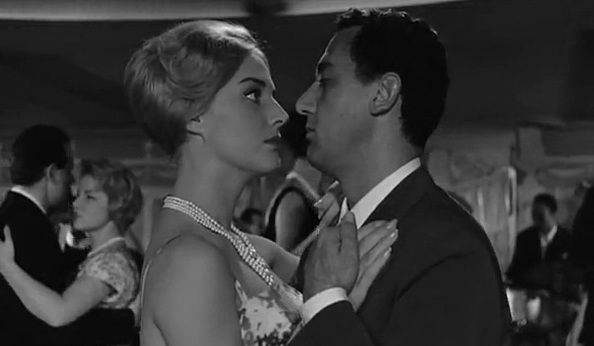
Ruffo com Alberto Sordi em Il Vedovo (1959)

| Ano  | Título | Função                   | Notas                          |
| ---- | --- | ------------------------ | ------------------------------ |
| 1951 | Os amantes de Ravello (em italiano: Gli amanti di Ravello)                                                 | Elena                    |                                |
| 1952 | As Maravilhosas Aventuras de Guerrin Meschino (em italiano: Le Meravigliose avventure di Guerrin Meschino) | Elisenda                 |                                |
| 1952 | Rainha de Sabá (em italiano: La regina di Saba)                                                            | Balkis, Rainha de Sabá   |                                |
| 1953 | I Vitelloni                                                                                                | Sandra Rubini            |                                |
| 1954 | Amores de meados do século (em italiano: Amori di mezzo secolo )                                           | Contessina Elena Micheli | (segmento "L'amore romantico") |
| 1955 | Ricordami                                                                                                  | Maria Calise             |                                |
| 1956 | Ciao, pais...                                                                                              | Medy                     |                                |
| 1957 | O Diabo Negro(em italiano: Il diavolo nero)                                                                | Stella                   |                                |
| 1958 | As Aventuras de Nicholas Nickleby (em italiano: Le avventure di Nicola Nickleby)                           | Caterina Nickleby        | 6 episódios                    |
| 1958 | Sergente d'ispezione                                                                                       | Giovanna                 |                                |
| 1959 | Devido selvaggi a corte                                                                                    | Ângela                   |                                |
| 1959 | Il Vedovo                                                                                                  | Gioia                    |                                |
| 1960 | Golias e o Dragão (em italiano: La vendetta di Ercole)                                                     | Dejanira                 |                                |
| 1960 | Um dólar da fifa                                                                                           | Sara Perkins             |                                |
| 1961 | Spade senza bandiera                                                                                       | Gigliola                 |                                |
| 1961 | Maciste contro il vampiro                                                                                  | Guja                     |                                |
| 1961 | Hércules no mundo assombrado Ercole al centro della terra                                                  | Princesa Deianira        |                                |
| 1966 | Piloto Estelar (em italiano: 2+5: Missione Hydra)                                                          | Kaena                    |                                |
| 1968 | Hora e lugar para matar                                                                                    | filha de Mulligan        |                                |
| 1969 | A Woman on Fire (em italiano: Brucia, ragazzo, brucia)                                                     | Mulher no sonho de Clara | (papel final do filme)         |